# Heliococcus pavlovskii
Heliococcus pavlovskii är en insektsart som beskrevs av Borchsenius och Tereznikova 1959. Heliococcus pavlovskii ingår i släktet Heliococcus och familjen ullsköldlöss. Inga underarter finns listade i Catalogue of Life.